# Bar (local)

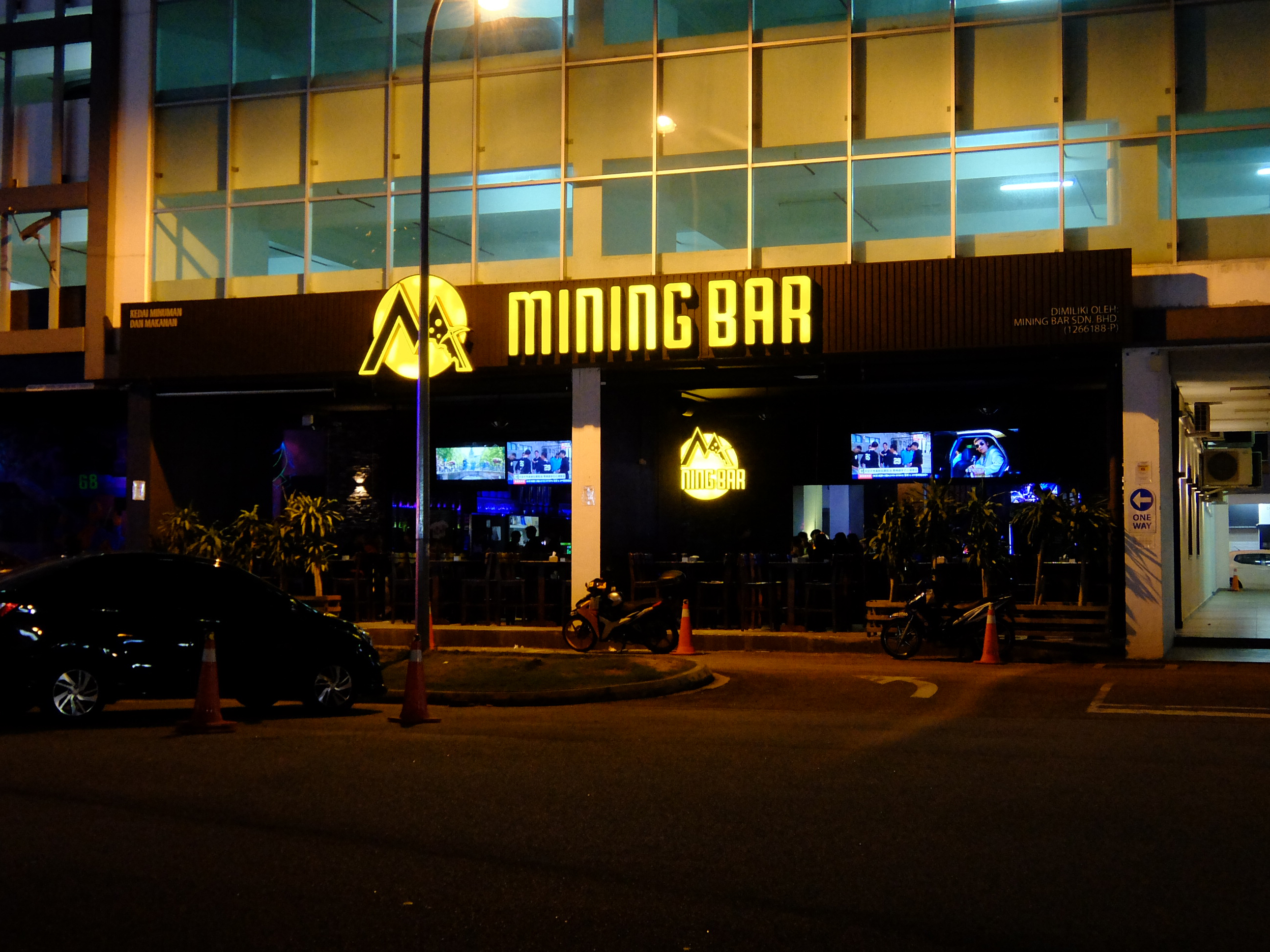
Bar

Un bar este o unitate de alimentație publică cu program de zi sau de noapte în care se desfac băuturi alcoolice și nealcoolice, un sortiment restrâns de produse culinare.  Consumatorii sunt serviți stând în picioare sau pe scaune speciale, în fața unor mese înalte în formă de tejghea. Cadrul ambiental al localului este completat cu program artistic, audiții muzicale, jocuri mecanice și video.

## Clasificare
- Bar de zi - unitate care poate funcționa ca subunitate distinctă în cadrul restaurantelor, precum și ca unitate independentă. Oferă consumatorilor o gamă variată de băuturi alcoolice și nealcoolice, simple sau în amestec, cafea, gustări în sortiment restrâns, specialități de cofetărie.

- Bar de noapte - unitate de alimentație publică cu caracter distractiv, având orar de funcționare pe timpul nopții. Prezintă un program variat de divertisment, de music-hall și dans, iar consumatorilor li se oferă o gamă variată de băuturi, mai ales de cocteiluri, gustări, sortiment restrâns de preparate la grătar, specialități de cofetărie-patiserie.

- Cafe-bar, denumit și cafenea - unități specifice desfacerii, cu prioritate, a sortimentelor variate de cafea și derivate din ciocolată, cacao, ceai, băuturi alcoolice fine la pahar, băuturi răcoritoare, sandvișuri, produse de cofetărie-patiserie. În dotarea unităților un rol important revine utilajelor pentru pregătirea cafelei și, în primul rând, a cafelei expresso.

- Disco-bar, denumit și Video-bar sau Discotecă - unități cu profil de divertisment pentru tineret, divertismentul fiind realizat prin intermediul muzicii și al dansului, în acest sens unitatea fiind dotată și amenajată corespunzător. Sortimentele oferite sunt asemănătoare celor din baruri, cu deosebirea că băuturile vor fi prioritar nealcoolice sau slab alcoolizate, având în vedere că majoritatea clientelei o reprezintă tineretul.

- Bar biliard - unitate cu profil preponderent recreativ, realizat prin posibilitatea practicării biliardului, unde se servesc băuturi și un sortiment restrâns de sandvișuri, produse de patiserie-cofetărie.

- Snack-bar - unitate de alimentație publică care asigură clienților o servire rapidă pe tot parcursul zilei, cu sortiment restrâns de minuturi, preparate la grătar, produse de cofetărie-patiserie, băuturi nealcoolice, ceaiuri, cafele și un sortiment restrâns de băuturi alcoolice. Specific acestui tip de unitate este prezența unei tejghele-bar, în spatele căreia preparatele se pregătesc la vederea clienților, cu un front de desfacere care să permită și servirea directă a consumatorilor.